# Sudão nos Jogos Olímpicos de Verão de 1968
O Sudão competiu nos Jogos Olímpicos de Verão de 1968 na Cidade do México, México.

## Resultados por Atleta

### Atletismo
- Gasmalla Morgan
  - 100m masculino — Eliminatórias: 11.0 s (não avançou)
  - 200m masculino — Eliminatórias: 22.6 s (não avançou)
- Angelo Hussein
  - 400m masculino — Eliminatórias: 47.7 s (não avançou)
  - 800m masculino — Eliminatórias: 1:53.4 s (não avançou)

### Boxe
- Hwad Abdel
  - Peso Pena (57 kg) — Primeira rodada: perdeu para MEX Antonio Roldán 5:0
- Abdel Sheed
  - Peso Leve (60 kg)

1. Primeira rodada: derrotou PUR Eugenio Febus 5:0
2. Segunda rodada: perdeu para ARG Pedro Agüero 5:0

- Abdalla Abdel
  - Peso Médio-ligeiro (71 kg) — Primeira rodada: perdeu para GHA Prince Amartey 4:1